# Jackson Rodríguez Perlaza
Jackson Gabriel Rodríguez Perlaza (Esmeraldas, Ecuador; 7 de octubre de 1998) es un futbolista ecuatoriano. Juega como defensa lateral y su equipo actual es Emelec de la Serie A de Ecuador.

## Trayectoria
Se inició jugando en el club Independiente de Esmeraldas, de su ciudad natal. En 2016 fichó por Everest, donde logra debutar en el torneo de la Segunda Categoría de Ecuador. Posteriormente jugó para el Rocafuerte, siendo en aquel club donde llamó la atención de Emelec, el cual lo llevó para las categorías formativas, así mismo como para las reservas.
En 2020 fue tomado en cuenta por el entrenador español Ismael Rescalvo para que formara parte de la pretemporada del plantel principal, previo al inicio de la Serie A 2020. Su debut con los eléctricos en el equipo de primera fue el 8 de marzo por la fecha 4 del Campeonato Ecuatoriano en la victoria de su equipo 4 a 0 ante Aucas.

## Estadísticas

### Clubes
Actualizado al último partido disputado el 30 de julio de 2025.
| Club                       | Div.          | Temporada     | Liga  | Liga  | Copas nacionales | Copas nacionales | Copas internacionales | Copas internacionales | Total | Total |
| Club                       | Div.          | Temporada     | Part. | Goles | Part.            | Goles            | Part.                 | Goles                 | Part. | Goles |
| -------------------------- | ------------- | ------------- | ----- | ----- | ---------------- | ---------------- | --------------------- | --------------------- | ----- | ----- |
| Everest · Ecuador          | 3.ª           | 2015          | 3     | 0     | —                | —                | —                     | —                     | 3     | 0     |
| Everest · Ecuador          | Total club    | Total club    | 3     | 0     | 0                | 0                | 0                     | 0                     | 3     | 0     |
| Rocafuerte F. C. · Ecuador | 3.ª           | 2016          | 0     | 0     | —                | —                | —                     | —                     | 0     | 0     |
| Rocafuerte F. C. · Ecuador | 3.ª           | 2017          | 27    | 4     | —                | —                | —                     | —                     | 27    | 4     |
| Rocafuerte F. C. · Ecuador | 3.ª           | 2018          | 14    | 3     | —                | —                | —                     | —                     | 14    | 3     |
| Rocafuerte F. C. · Ecuador | 3.ª           | 2019          | 7     | 0     | —                | —                | —                     | —                     | 7     | 0     |
| Rocafuerte F. C. · Ecuador | Total club    | Total club    | 48    | 7     | 0                | 0                | 0                     | 0                     | 48    | 7     |
| Emelec · Ecuador           | 1.ª           | 2020          | 21    | 0     | —                | —                | 1                     | 0                     | 22    | 0     |
| Emelec · Ecuador           | 1.ª           | 2021          | 20    | 0     | —                | —                | 3                     | 0                     | 23    | 0     |
| Emelec · Ecuador           | 1.ª           | 2022          | 19    | 0     | 0                | 0                | 5                     | 0                     | 24    | 0     |
| Emelec · Ecuador           | 1.ª           | 2023          | 8     | 0     | —                | —                | 1                     | 0                     | 9     | 0     |
| Emelec · Ecuador           | 1.ª           | 2024          | 3     | 0     | 1                | 0                | —                     | —                     | 4     | 0     |
| Emelec · Ecuador           | 1.ª           | 2025          | 14    | 0     | 1                | 0                | —                     | —                     | 15    | 0     |
| Emelec · Ecuador           | Total club    | Total club    | 85    | 0     | 2                | 0                | 10                    | 0                     | 97    | 0     |
| Total carrera              | Total carrera | Total carrera | 136   | 7     | 2                | 0                | 10                    | 0                     | 148   | 7     |
| 1. 2.                      |               |               |       |       |                  |                  |                       |                       |       |       |